# 阿納托利夫卡 (別列佐夫卡區)
47°13′20″N 30°32′13″E / 47.22222°N 30.53694°E
阿納托利夫卡（烏克蘭語：Анатолівка）是位於烏克蘭西南部的村莊，由敖德萨州贝雷济夫卡区的羅茲克維特市鎮負責管轄。該村始建於1822年，面積1.13平方公里，海拔高度134米，2001年人口581。